# Ekaterina Rjabova
Ekaterina Alekseevna Rjabova (in russo Екатерина Алексеевна Рябова?; Mosca, 27 marzo 2003) è una pattinatrice artistica su ghiaccio russa naturalizzata azera.

## Biografia
Rjabova inizia a pattinare all'età di tre anni, allenata dal padre Alexei Ryabov presso la Dinamo Mosca. Nel 2015 si trasferisce al Sambo 70 allenandosi con Sergej Davydov, e l'anno dopo approda nella squadra di Evgenij Pljuščenko venendo allenata da Alexander Volkov e dallo stesso Pljuščenko.
Nel corso della stagione 2018-19 debutta a livello internazionale rappresentando l'Azerbaigian, partecipando nel settembre 2018 all'evento Junior Grand Prix che si è svolto a Kaunas, in Lituania. Disputa gli Europei di Minsk 2019 classificandosi al dodicesimo posto, e a marzo dello stesso anno prende parte dapprima ai Mondiali juniores di Zagabria e poi ai Mondiali di Saitama piazzandosi in entrambi i casi al tredicesimo posto.
Disputa i Giochi olimpici giovanili di Losanna 2020 concludendo all'ottavo posto. Migliora la propria prestazione ai campionati europei concludendo al sesto posto a Graz 2020.

## Palmarès
| Olimpiadi                                                                      |     |    |     | 14° |   |
| Campionati mondiali                                                            | 13ª | C  | 12° | 9°  |   |
| Campionati europei                                                             | 12ª | 6ª | C   | 5°  |   |
| GP Trophée Eric Bompard                                                        |     |    |     | 7°  |   |
| NHK Trophy                                                                     |     |    |     |     | R |
| GP Rostelecom Cup                                                              |     | 5ª | 9°  | 10° |   |
| GP Skate Canada                                                                |     |    |     |     | R |
| CS Denis Ten Memorial                                                          |     |    |     | 2ª  |   |
| CS Golden Spin                                                                 | 6ª  | 5ª |     |     |   |
| CS Ice Star                                                                    |     | 3ª |     |     |   |
| CS Ondrej Nepela                                                               |     | 5ª |     |     |   |
| CS Tallinn Trophy                                                              | 8ª  |    |     |     |   |
| Budapest Trophy                                                                |     |    |     | 4°  |   |
| Denis Ten Memorial                                                             |     | 5ª |     |     |   |
| Ice Star                                                                       | 1ª  |    |     |     |   |
| Santa Claus Cup                                                                |     |    |     | 1ª  |   |
| Volvo Open Cup                                                                 |     | 2ª |     | R   |   |
| Internazionali: categoria Junior                                               |     |    |     |     |   |
| Giochi olimpici giovanili                                                      |     | 8ª |     |     |   |
| Campionati mondiali                                                            | 13ª |    |     |     |   |
| JGP Lituania                                                                   | 6ª  |    |     |     |   |
| JGP Slovenia                                                                   | 6ª  |    |     |     |   |
| Nazionali                                                                      |     |    |     |     |   |
| Campionati azeri                                                               | 1ª  |    |     |     |   |
| CS = Challenger Series; GP = Grand Prix; JGP = Junior Grand Prix; R = Ritirata |     |    |     |     |   |